# Renealmia africana
Renealmia africana là một loài thực vật có hoa trong họ Gừng. Loài này được Benth. miêu tả khoa học đầu tiên năm 1883.